# Moodswings in This Order
Moodswings in This Order는 오스트레일리아의 가수 DPR 이안의 데뷔 EP로, 드림 퍼펙트 리짐을 통해 2021년 3월 12일에 발매되었다. 한국 힙합 어워즈 올해의 R&B 앨범 후보에 올랐고, 써클 앨범 차트 40위를 기록했다.

## 배경
DPR 이안은 <빌보드>와의 인터뷰에서 EP의 주제를 설명했다.
"저는 현실적 의미에서는 부정적이거나 어둡다고 여겨질 수도 있지만 다른 관점에서는 초능력이라고 볼 수 있는, 다양한 정신 질환과 싸우는 캐릭터를 그려보고 싶었어요. 이는 제 삶을 반영한 것이기도 해요. '정신 질환'과 싸우는 사람으로서, 저는 이에 대한 오명을 없애고 이를 예술로 보여주고 싶었어요."

## 음악 및 가사
DPR 이안은 청자를 어둠, 절망, 외로움, 후회, 두려움, 그리고 결국 자신을 수용하는 여정에 데려간다. "So Beautiful"은 R&B, 재즈, 이안의 오싹한 보컬과 어우러지는 코러스의 조합이다. "No Blueberries"는 어두운 가사와 대비되는 재지한 피아노 리프와 부드러운 타악기 소리를 통해 우리가 불안과 강박을 숨기기 위해 쓰는 가면을 표현한다.

## 평가
<NME>에서 5점 만점에 4점을 받었다. 소피아나 람리 평론가에 따르면, EP는 "지나치게 야심적이지 않은, 세심히 계획된 컨셉"이다. 그는 "DPR 이안은 R&B 세계에서 자신만의 영역을 개척하고 있으며, 그가 곧 신에 남길 흔적은 그를 주목받게 할 것"이라고 평했다.

### 연말 목록
| 출판사            | 목록                         | 각주  |
| ----------------- | ---------------------------- | ----- |
| <아시안 정키>     | 2021년 최고의 한국 음반 10장 | [ 2 ] |
| <밴드왜건 아시아> | 2021년 최고의 EP             | [ 6 ] |

## 수상 및 후보
| 시상식           | 연도 | 부문            | 결과 | 각주  |
| ---------------- | ---- | --------------- | ---- | ----- |
| 한국 힙합 어워즈 | 2022 | 올해의 R&B 앨범 | 후보 | [ 7 ] |

## 곡 목록
전체 작사·작곡: DPR 이안
| #            | 제목                                          | 작사         | 작곡           | 재생 시간 |
| ------------ | --------------------------------------------- | ------------ | -------------- | --------- |
| 1.           | 〈MITO〉                                      |              |                | 1:39      |
| 2.           | 〈So Beautiful〉                              |              |                | 3:07      |
| 3.           | 〈Dope Lovers〉                               |              |                | 3:20      |
| 4.           | 〈No Blueberries〉 (featuring DPR 라이브, CL) | DPR 라이브   |                | 3:05      |
| 5.           | 〈Nerves〉                                    |              |                | 3:15      |
| 6.           | 〈Scaredy Cat〉                               |              |                | 2:50      |
| 7.           | 〈Welcome to the Show〉                       |              | Ampoff, 유하림 | 3:25      |
| 8.           | 〈No Silhouette〉                             |              |                | 2:29      |
| 총 재생 시간 | 총 재생 시간                                  | 총 재생 시간 | 총 재생 시간   | 23:11     |

## 차트
| 차트 (2021)          | 최고 순위 |
| -------------------- | --------- |
| 대한민국 음반 (써클) | 40        |